# Ortel Książęcy Pierwszy
Ortel Książęcy Pierwszy – wieś w Polsce położona w województwie lubelskim, w powiecie bialskim, w gminie Biała Podlaska.
W latach 1975–1998 miejscowość administracyjnie należała do województwa bialskopodlaskiego.
Wieś jest sołectwem w gminie Biała Podlaska. Według Narodowego Spisu Powszechnego z roku 2011 wieś liczyła 141 mieszkańców.

## Zabytki
- na południowy zachód od wsi znajdują się pozostałości grodziska z XI-XII wieku o wysokości około 5 metrów. Położone jest na podmokłych łąkach, w rozległej dolinie pomiędzy rzekami Żarnicą i Zielawą. Badania archeologiczne na stanowisku przeprowadził w 1960 roku Zygmunt Ślusarski z Muzeum Okręgowego w Lublinie. Badania powierzchniowe wykonał w 1985 roku Sławomir Żółkowski. Obiekt znany też jest jako grodzisko w Dokudowie.